# 裴援街
裴援街（越南语：／）是越南胡志明市的一条街道，對越南不熟悉的外國背包客聚集的地点。

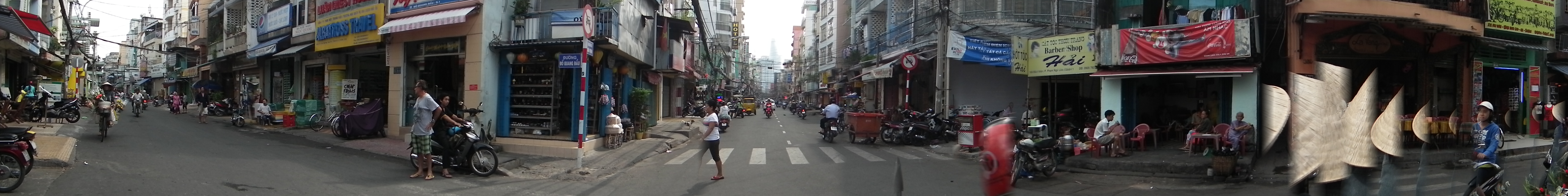
裴援街

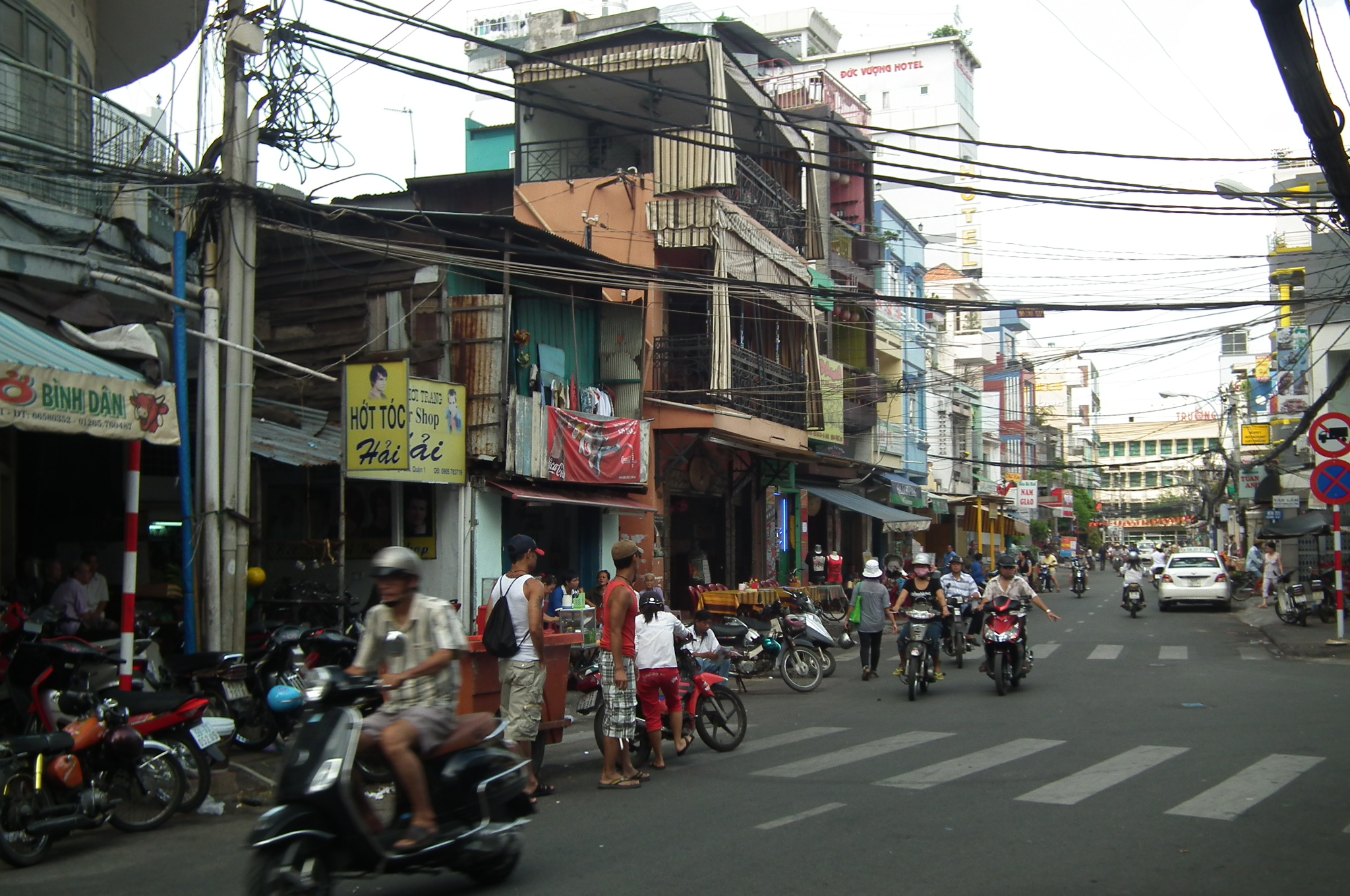
裴援街

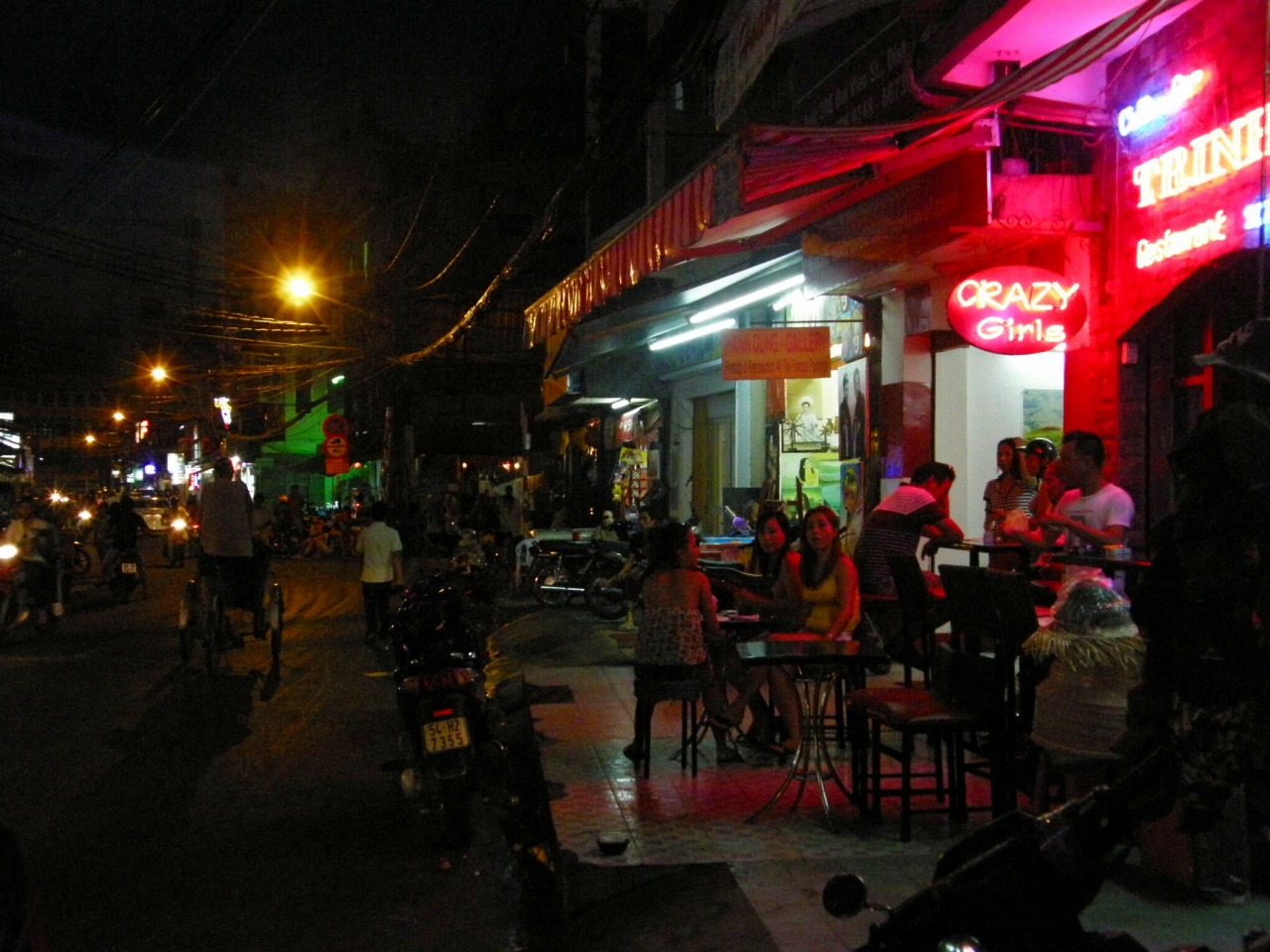
裴援街

## 概述
裴援街與其平行位於北侧的范五老街都很受初到越南的外國背包客喜愛，拥有旅行者小鎮的氣氛。這兩條街道上有很多酒店、旅行社、餐馆、酒吧、路边摊和小贩，除了越南菜，還有印度菜、泰国菜、中東料理、土耳其饮食等各国料理店。 
西端北側有一個阮太平市場。
近來隨着觀光客增加，越來越多針對外國人的罪犯增加，不時會有便衣員警在該街區来回巡邏。